# Maison Poch
Pour les articles homonymes, voir POCH.
La Maison Poch est une bastide située à Sauve dans le département du Gard dans le sud de la France.

## Histoire
Le linteau sculpté surmontant la porte d'entrée est inscrit au titre des monuments historiques par arrêté du 30 janvier 1956.